# Prix Fermat

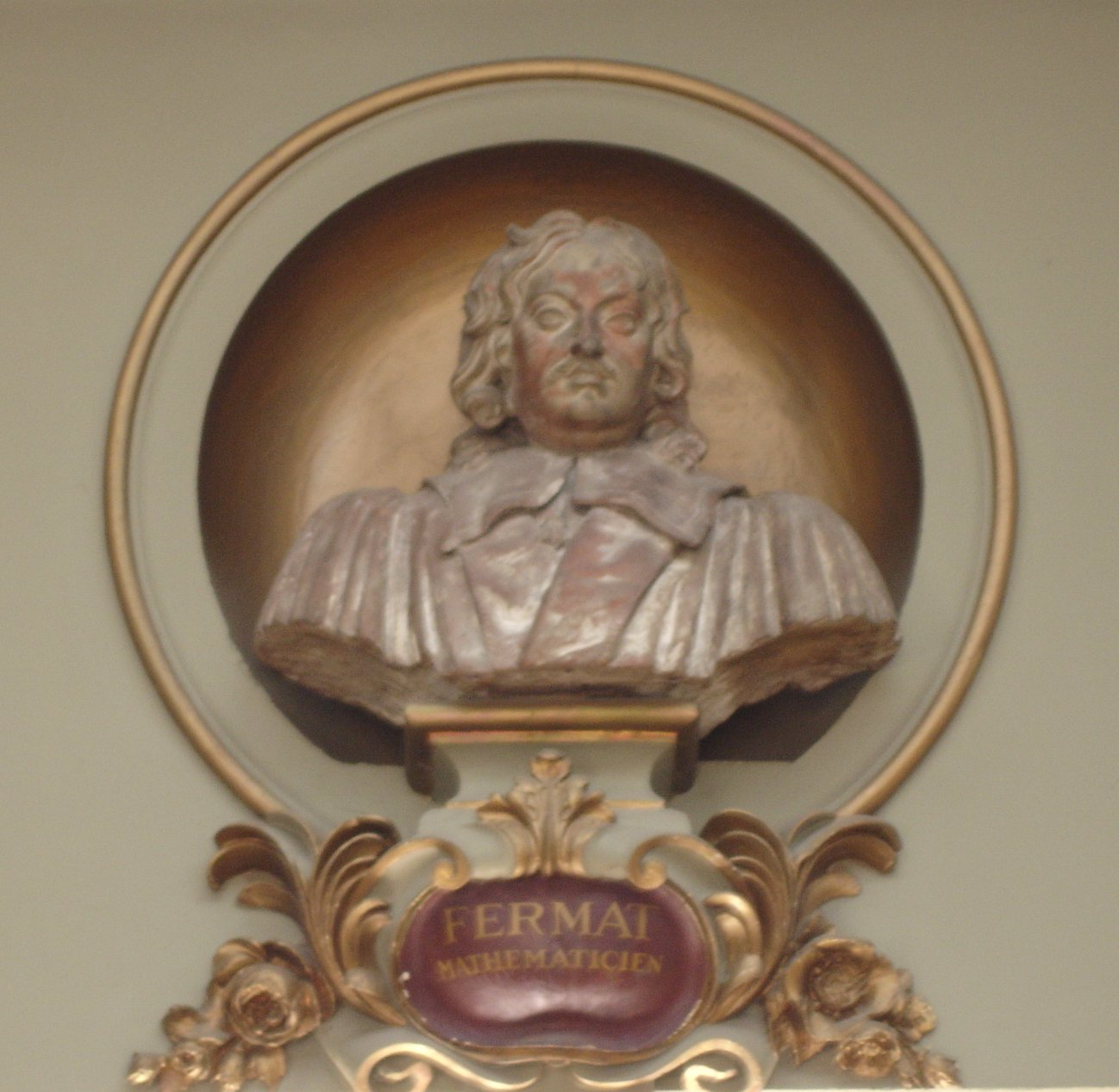
Borstbeeld van Pierre de Fermat te Toulouse, waar de prijs wordt uitgereikt

De Prix Fermat, Nederlands: Fermatprijs, is een prijs in de wiskunde, die in Frankrijk wordt uitgereikt. De prijs wordt eens in de twee jaar uitgereikt aan een wiskundige, die zich verdienstelijk heeft gemaakt in een onderdeel van de wiskunde, waaraan ook Pierre de Fermat heeft gewerkt. De prijs werd in 1989 ingesteld. Het Institut de Mathématiques de Toulouse van het Centre national de la recherche scientifique (CNRS) biedt de prijs aan.
De bedoelde vakgebieden zijn:
- Variatierekening
- Kansrekening
- Analytische meetkunde
- Getaltheorie

## Laureaten
- 1989 - Abbas Bahri en Kenneth Ribet
- 1991 - Jean-Louis Colliot-Thélène
- 1993 - Jean-Michel Coron
- 1995 - Andrew Wiles
- 1997 - Michel Talagrand
- 1999 - Fabrice Béthuel en Frédéric Hélein
- 2001 - Richard Taylor en Wendelin Werner
- 2003 - Luigi Ambrosio
- 2005 - Pierre Colmez en Jean-François Le Gall
- 2007 - Chandrashekhar Khare
- 2009 - Elon Lindenstrauss
- 2011 - Manjul Bhargava en Igor Rodnianski
- 2013 - Camillo De Lellis en Martin Hairer
- 2015 - Laure Saint-Raymond en Peter Scholze
- 2017 - Simon Brendle en Nader Masmoudi
- 2019 - Alexei Borodin en Maryna Viazovska
- 2021 - Fernando Codá Marques en Vincent Pilloni